# Ricordanze della mia vita
Ricordanze della mia vita è un'opera autobiografica di Luigi Settembrini, scrittore risorgimentale.
Ideata fin dal 1839, tracciata dal 1849 al 1851, scritta sia durante gli anni dell'ergastolo che successivamente, si ferma all'aprile del 1860. Nel 1879 il De Sanctis la pubblicò postuma a Napoli in tre parti.

## Trama

### Prima parte
Nella prima parte dell'autobiografia, che si riferisce agli anni 1813-1848, l'autore inizia a narrare i suoi primi anni di vita. Da Napoli, dove era nato il 17 aprile 1813, da Raffaello avvocato e da Francesca Vitale anch'essa figlia di un avvocato, a sette anni il Settembrini si trasferì con la famiglia a Caserta. Suo nonno paterno era originario di Bollita (l'odierna Nova Siri), in provincia di Matera. L'autore ricorda commosso i racconti del padre che narrava le terribili giornate del patriottismo napoletano del 1799 che gli costarono un anno di carcere e che riflette sul rinnovarsi ora della tirannia straniera e delle sue malefatte.
Rinchiuso in seguito nel Collegio di Maddaloni, che il Settembrini definisce una "prigione" disciplinare anche se ammette di aver avuto ottimi insegnanti, egli si mette a studiare intensamente e la vista gli si indebolì per sempre.
Nello stesso periodo muore la madre e ciò arreca un grande dolore allo scrittore che viene preso da grande malinconia che lo spinge verso il misticismo, tanto che nacque in lui l'idea di farsi prete. L'idea però sfumò molto presto quando, ritornato a casa nel 1826, si innamorò di un amore fugace  e il padre lo mandò a Napoli a studiare legge.
Nel settembre del 1833 muore il padre e Luigi, che ha solamente diciassette anni ed è il primo di sette figli, deve guadagnarsi la vita.
Tenta l'avvocatura ma senza risultati, fa allora il maestro ma attraversa un periodo di scoraggiamento e di apatia finché riprende lo studio sotto la guida di Basilio Puoti e quando ottiene, per concorso, la cattedra di greco nel licei di Catanzaro sposa Raffaella Luigia Faucitano.
Nel 1837 gli nasce il figlio Raffaello che gli procura molta gioia  pur non riuscendo a mitigare il dolore per la patria prigioniera.
Continua intanto la sua opera di cospiratore ma, nel maggio del 1839, viene tradito da un prete e rinchiuso nel carcere di Santa Maria Apparente. Gli nasce intanto una bambina e nel 1841 viene trasferito alla Vicaria. Viene assolto ma il Del Carretto fa riaprire il processo e solamente verso la fine del 1842, grazie all'intervento della moglie presso il re, egli viene liberato.
Ritorna a Napoli e riprende le sue occupazioni ma viene nuovamente preso dagli avvenimenti politici dell'Italia e dell'Europa ai quali partecipa con fervore, sia con gli scritti che con le azioni. La nazione è in fermento: l'insurrezione di Cosenza, i moti di Romagna del 1843 e 1845, la pubblicazione del "Primato" del Gioberti e delle "Speranze d'Italia" del Balbo, l'elezione nel 1848 del papa Pio IX che inizia il periodo delle riforme. Ma il governo napoletano continua ad essere reazionario e il Settembrini scrive una audace "Protesta del popolo delle due Sicilie" che esce sotto forma anonima. Consigliato a fuggire perché si sospetta che ne sia lui l'autore, s'imbarca su una nave inglese che lo lascia a Malta e nel febbraio del 1848 riesce a ritornare a Napoli che festeggiava la concessione dello Statuto.
Le rivoluzioni intanto scoppiano ovunque con entusiasmo ma seguono giornate di dolore e di sangue; nel maggio la sommossa napoletana viene soffocata dalla reazione, le rivoluzioni di Calabria e Sicilia vengono domate, Carlo Alberto viene sconfitto il 23 marzo a Novara, Napoli viene invasa dagli Austriaci e il re abolisce la costituzione.

### II parte
(Cit. da Ricordo di Raffaele mio)
La seconda parte della narrazione va dal 1848 al 1860. Alla fine del giugno del 1849, accusato da una spia, il Settembrini viene arrestato insieme ad altri patrioti. Nel 1850 inizia il processo che si conclude nel 1851 con la sua condanna a morte che gli viene commutata in ergastolo. Può così rivedere la moglie e i figli. Viene imbarcato sul "Nettuno", diretto a Santo Stefano dove giunge il 6 febbraio. Nel carcere viene assegnato tra omicidi e briganti e la sua anima prova un sentimento di fraterna pietà.
In carcere trascorre tre anni di tormento ma nel 1859 insieme ad altri sessantacinque condannati politici viene imbarcato verso Cadice per essere deportato in America.
Il figlio Raffaele, spinto dall'amore paterno, si imbarca sulla nave come cameriere e quando la nave è al di là del Capo di San Vincenzo, indossa l'uniforme di ufficiale inglese ed intima al capitano di invertire la rotta verso l'Inghilterra. La nave approda a Cork e Settembrini si reca in Inghilterra, va a Londra dove rimarrà circa un anno per far ritorno finalmente in Italia nella primavera del 1860.